# Group Sex (filme)
Group Sex (Brasil: Terapia Casual ) é um filme de comédia estadunidense de 2010 escrito por Lawrence Trilling e Greg Grunberg. Trilling também dirige, enquanto Grunberg co-estrela ao lado de Josh Cooke e Odette Yustman.
Lançado em DVD em 24 de agosto de 2010.

## Sinopse
A história começa com dois colegas de quarto e parceiros de negócios, Andy e Jerry. Andy ouve Vanessa cantando em um bar e, apaixonada, segue-a para uma igreja, onde ele percebe que ela se juntou a aulas de viciados em sexo.
O filme mostra Andy tentando se aproximar de Vanessa, uma viciada em sexo, tentando se encaixar com os outros viciados em sexo da classe. Ele assume a personalidade de seu companheiro de quarto enlouquecido por sexo, mas logo encontra seus esforços para ajudar seus novos amigos e conquistar Vanessa está colocando em risco seu emprego e sua parceria de trabalho com Jerry.

## Elenco
- Josh Cooke como Andy
- Greg Grunberg como Jerry
- Odette Yustman como Vanessa
- Robert Patrick Benedict como Donny
- Kym Whitley como Tiffany
- Tom Arnold como Herman
- Henry Winkler como Burton
- Lombardo Boyar como Ramon (creditado como Lomabardo Boyar)
- Kathrine Narducci como Frannie
- Greg Germann como Reeves
- Kurt Fuller como Bloom
- Lisa Lampanelli como Lisa, a garçonete
- Sandra Seeling como Eva
- Madeleine Lindley como Inga
- Sandra Taylor como Sandy
- Aaron Hill como impotente bêbado
- Michael Mazzara como Ralph
- Kirk Fox como viciado em sexo #1
- Buddy Lewis como viciado em sexo #2
- Ilya Jonathan Zaydenberg como garoto de fraternidade (creditado como Llya Jonathan Zaydenberg)
- Christina DeRosa como Lucy
- James Denton como Luke